# Ellis Howard
Ellis Howard, född den 20 november 1996 i London, är en brittisk skådespelare.
Howard har bland annat medverkat i skräck-TV-serien Red Rose där han spelade Antony Longwell, en huvudrollerna. I BBC-produktionen What It Feels Like for a Girl spelade han Byron, även det en av huvudrollerna.

## Filmografi (i urval)
- 2019 – Catherine the Great (TV-serie)
- 2022 – Red Rose (TV-serie)
- 2025 – What It Feels Like for A Girl (TV-serie)